# 百乐湖
百乐湖是马来西亚最大的天然淡水湖泊，亦是马来西亚半岛最大的沼泽地，也被政府颁布为湿地保护区。其位于彭亨州西南部的百乐县，与彭亨河相连，最长处达35公里，最宽处达20公里。
总面積超過2萬4千公頃，适合垂釣、划船和观鸟，擁有種類繁多的動植物。在濕地的延伸地區內，可以看到老虎、貘、大象、雲豹、松鼠、狐猴及非常罕見的马来鱷魚等。植物種類則包括：罕見的胡姬花、蕨類植物以及附生植物等等。百樂湖渡假村是湖邊唯一提供住宿的單位。這裡有渡假小屋、4間房的旅舍及兩間宿舍，總共可容納40位旅客。